# Vicoin
Le Vicoin est une rivière française qui coule dans le département de la Mayenne. C'est un affluent de la Mayenne en rive droite, donc un sous-affluent de la Loire par la Mayenne et la Maine.

## Géographie
Le Vicoin, prend sa source au nord du territoire du Bourgneuf-la-Forêt, pas très loin de Bourgon, au niveau de la limite des anciens cantons de Chailland et de Loiron. Il traverse quelques petits étangs, passe plusieurs fois sous la ligne de chemin de fer de Paris à Brest, arrose Le Genest-Saint-Isle, Saint-Berthevin, longe la forêt de Concise, passe à Montigné-le-Brillant, à Nuillé-sur-Vicoin et se jette dans la Mayenne un peu en aval d'Entrammes.

## Hydrologie
Le Vicoin est une rivière moyennement abondante et fort irrégulière. Son débit a été observé durant une période de 35 ans (1973-2007), à Nuillé-sur-Vicoin, localité du département de la Mayenne située à une dizaine de kilomètres au sud de Laval et peu avant le confluent avec la Mayenne. La surface étudiée y est de 235 km2, soit la quasi-totalité du bassin versant de la rivière.
Le module de la rivière à Nuillé-sur-Vicoin est de 1,87 m3/s.
Le Vicoin présente des fluctuations saisonnières de débit très marquées, comme bien souvent dans l'ouest du bassin versant de la Loire. Les hautes eaux se déroulent en hiver et s'accompagnent d'un débit mensuel moyen situé dans une fourchette allant de 3,21 à 4,72 m3/s, de décembre à mars inclus (avec un maximum en janvier). Dès la fin du mois de mars, le débit moyen baisse rapidement jusqu'à la période des basses eaux qui a lieu en été, de juin à septembre inclus, avec une baisse du débit moyen mensuel allant jusqu'à 0,134 m3/s au mois d'août, soit 134 litres par seconde, ce qui est déjà assez sévère. Mais les fluctuations sont encore bien plus prononcées sur de courtes périodes et selon les années.
En effet, à l'étiage, le VCN3 peut chuter jusque 0,018 m3/s, en cas de période quinquennale sèche, soit 18 litres par seconde, ce qui est très sévère, mais se rencontre fréquemment au sein des cours d'eau de la partie occidentale du bassin de la Loire.
Les crues peuvent être très importantes. Les QIX 2 et QIX 5 valent respectivement 30 et 45 m3/s. Le QIX 10 est de 55 m3/s, le QIX 20 de 64 m3/s et le QIX 50 de 76 m3/s.
Le débit instantané maximal enregistré à la station de Nuillé-sur-Vicoin a été de 51,5 m3/s le 5 janvier 2001, tandis que la valeur journalière maximale était de 44,3 m3/s le 28 décembre 1999. En comparant la première de ces valeurs à l'échelle des QIX de la rivière, il ressort que cette crue de janvier 2001 n'était même pas décennale, et donc nullement exceptionnelle.
Pour se faire une idée de l'importance de ces débits, on peut les comparer à un des affluents de la Seine coulant au sud de Paris, l'Yvette, réputée ces dernières décennies pour ses débordements, et dont la taille du bassin (286 km2) comme le débit interannuel moyen (1,34 m3/s) sont assez comparables à ceux du Vicoin. Le QIX 10 de l'Yvette en fin de parcours vaut seulement 15 m3/s (contre 55 pour le Vicoin) et son QIX 50 se monte à 19 m3/s (contre 76 pour le Vicoin). Ainsi malgré un bassin légèrement moins étendu, le volume des crues du Vicoin vaut plus ou moins quatre fois celui des crues de l'Yvette.
Le Vicoin est une rivière modérément abondante. La lame d'eau écoulée dans son bassin versant est de 252 millimètres annuellement, ce qui est moyen pour la région, inférieur à la moyenne d'ensemble de la France, mais aussi à la moyenne de la totalité du bassin de la Mayenne (297 millimètres à Chambellay). Le débit spécifique de la rivière (ou Qsp) atteint ainsi le chiffre de 8,0 litres par seconde et par kilomètre carré de bassin.

## Aménagements
Un barrage a été construit dans les années 1970 à Saint-Berthevin (pointe de Coupeau) afin d'aménager un plan d'eau. Il a été détruit en 2009 pour laisser libre cours à la rivière.